# Compañía de Comunicaciones de Monte 12
La Compañía de Comunicaciones de Monte 12 (Ca Com Mte 12) es una subunidad independiente de comunicaciones del Ejército Argentino. Está alojada en la Guarnición de Ejército «Posadas», Provincia de Misiones.

## Historia
El 26 de noviembre de 1979, el comandante en jefe del Ejército resolvió la creación del núcleo del Comando de la XII Brigada de Monte en el ámbito del II Cuerpo de Ejército. Junto con esta se crearon núcleos de diversos elementos. Uno de estos fue el de la Compañía de Comunicaciones de Monte 12.
Siendo designado como su primer Jefe el Mayor (del arma de Comunicaciones) Lindor Argentino Uresberoeta; la nueva subunidad se instaló en el cuartel que pertenecía al Escuadrón de Caballería Blindado 7.
En el año 2019, la subunidad participó de un ejercicio interagencial celebrado en el ámbito de la Conferencia de Ejércitos Americanos y presidido por la XII Brigada de Monte. El mismo se llevó a cabo en Puerto Libertad. Consistió en la simulación de un desborde de los ríos Iguazú y Paraná.